# Élection partielle québécoise d'avril 2002
L'élection partielle québécoise du 5 avril 2002 est devenue nécessaire à la suite de la démission de Gabriel-Yvan Gagnon, député péquiste de Saguenay depuis 1994. François Corriveau, candidat de l'Action démocratique du Québec, est élu à la surprise générale.

## Contexte
Le député sortant, Gabriel-Yvan Gagnon, en cours d'un deuxième mandat, quitte la vie politique et redevient agent de développement économique pour la ville de Baie-Comeau Le candidat péquiste avait été élu avec une très large avance en 1998 (62,64 % et 10418 voix), ce qui laissait imaginer une solidité de la circonscription pour le parti indépendantiste.
Au soir de l'élection, à la surprise générale, c'est François Corriveau, candidat de l'Action démocratique du Québec, qui est élu avec une très large avance, le Parti québécois terminant troisième et dernier. François Corriveau est le premier adéquiste élu après Mario Dumont, seul député de la formation depuis 1994, ouvrant la voie à l'élection de trois autres députés adéquistes lors des élections partielles québécoises de juin 2002.

## Résultat
|                                                                                               | Nom                | Parti               | Nombre de voix | %      | Maj.  |
| --------------------------------------------------------------------------------------------- | ------------------ | ------------------- | -------------- | ------ | ----- |
|                                                                                               | François Corriveau | Action démocratique | 10 129         | 47,8 % | 4 156 |
|                                                                                               | Isabelle Melançon  | Libéral             | 5 973          | 28,2 % | -     |
|                                                                                               | Louise Levasseur   | Parti québécois     | 5 070          | 23,9 % | -     |
| Total                                                                                         | Total              | Total               | 21 172         | 100 %  |       |
| Le taux de participation lors de l'élection était de 60,4 % et 199 bulletins ont été rejetés. |                    |                     |                |        |       |